# Платформа для комбинированных перевозок

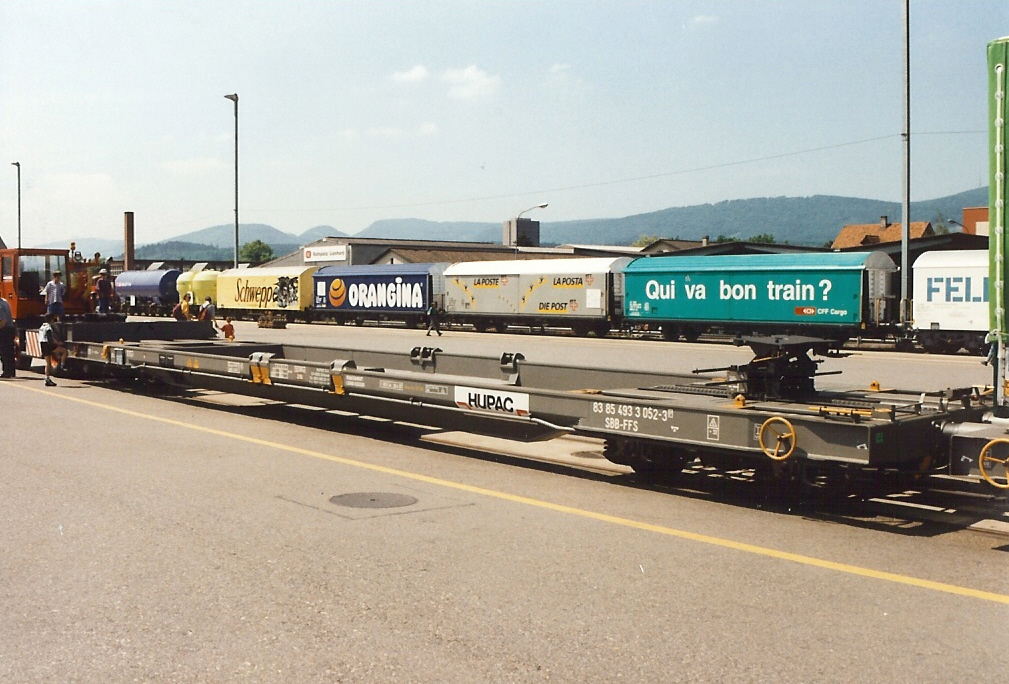
Порожняя платформа

Платформа для комбинированных перевозок — платформа, предназначенная для перевозки контейнеров, автопоездов, автоприцепов, полуприцепов и съемных автомобильных кузовов. В число объектов, для перевозки которых предназначена соответствующая платформа, не входят автомобили, которые перевозят груз в несъёмном кузове.
У платформы заниженный пол. Сделано это для того, чтобы не нарушить габарит подвижного состава. С 1970-х годов данный тип подвижного состава активно используется при перевозках в Европе. В России начала серийно производиться с 2014 года АО «Рузхиммаш», модель 13-9961.